# Aedes saimedres
Aedes saimedres är en tvåvingeart som beskrevs av Huang 1988. Aedes saimedres ingår i släktet Aedes och familjen stickmyggor.
Artens utbredningsområde är Namibia. Inga underarter finns listade i Catalogue of Life.